# Тышкевич, Казимир
Казими́р Тышке́вич (ок. 1598 — 3 октября 1652) — государственный деятель Великого княжества Литовского, граф на Логойске и Бердичеве, подстолий великий литовский (1633—1638), стольник великий литовский (1638—1642), кравчий великий литовский (1642—1644), подчаший великий литовский (1644—1652), староста чечерский и дудский.

## Биография
Представитель логойской линии литовского магнатского рода Тышкевичей герба «Лелива». Единственный сын воеводы минского Петра Тышкевича (? — 1631) и Регины Головчинской (? — 1640), дочери каштеляна минского, князя Щенсного Головчинского.
Казимир Тышкевич занимал должности подстолия великого литовского (с 1633 года), в 1638 году получил должность стольника ВКЛ, в 1642 году был назначен кравчим великим литовским. В 1644 году Казимир Тышкевич получил должность подчашего великого литовского. Ему принадлежали староства чечерское и дудское.
Не был женат и не оставил после себя потомства.